# Schilt
Schilt är ett berg i Schweiz.   Det ligger i kantonen Glarus, i den östra delen av landet, 130 km öster om huvudstaden Bern. Toppen på Schilt är 2 237 meter över havet.
Terrängen runt Schilt är huvudsakligen bergig, men österut är den kuperad. Närmaste större samhälle är Glarus, 3,4 km väster om Schilt. 
I omgivningarna runt Schilt växer i huvudsak blandskog. Runt Schilt är det mycket glesbefolkat, med 7 invånare per kvadratkilometer.